# Mont-Tramelan
Mont-Tramelan är en kommun i distriktet Jura bernois i kantonen Bern, Schweiz. Kommunen har 114 invånare (2023).
Kommunen består endast av friliggande gårdar. Det finns ingen by eller centralort i kommunen.
Trots att kommunen officiellt är franskspråkig så talar 70,7 % tyska och endast 25,9 % franska (år 2000).